# Serromyia subinermis
Serromyia subinermis är en tvåvingeart som beskrevs av Jean-Jacques Kieffer 1919. Serromyia subinermis ingår i släktet Serromyia och familjen svidknott. Arten är reproducerande i Sverige. Inga underarter finns listade i Catalogue of Life.